# 巫术II：钻石骑士
《巫术II：钻石骑士》是一款由Sir-Tech制作和发行的电子角色扮演游戏。本游戏为巫术系列的第二作，游戏最初于1982年发行。
游戏最初开始于王国的城市受到围攻。游戏的玩法与首作类似，玩家带领着6个冒险家的团队进行探险。
1982年Softline称赞《钻石骑士》具有多种不同的怪物并且喜欢地牢中各个级别的探险。
在1983年的Origins Game Fair，《钻石骑士》击败《创世纪II：女巫的复仇》，被誉为“家用电脑最佳冒险游戏”。